# Gilbert P. Hamilton
Gilbert P. Hamilton (New York, 9 febbraio 1890 – New York, 21 maggio 1962) è stato un regista, attore e produttore cinematografico statunitense attivo all'epoca del cinema muto.
Specializzato nel genere western, lavorò per diverse case cinematografiche, collaborando saltuariamente anche come direttore della fotografia, production manager, sceneggiatore.

## Biografia
Nella sua carriera di regista cinematografico, diresse una cinquantina di film. Apparve in quattro pellicole nelle vesti di attore, debuttando sullo schermo nel 1908 in A Plain Clothes Man, un film prodotto dalla Essanay Film Manufacturing Company. Come regista, iniziò a lavorare nei primi anni dieci per la American Film Manufacturing Company, dirigendo alcuni cortometraggi con J. Warren Kerrigan e Dot Farley.
Fu presidente e general manager dell'Albuquerque Film Co. (o Luna Film Co.), una compagnia di produzione di Los Angeles fondata nel 1914.

## Filmografia

### Regista
- A Troublesome Parcel, co-regia di Sam Morris – cortometraggio (1910)
- Mrs. Gay Life's Visitors, co-regia di Sam Morris – cortometraggio (1911)
- How He Won Her – cortometraggio (1912)
- A Gypsy's Love – cortometraggio (1912)
- Algernon's Busy Day – cortometraggio (1912)
- On the Verge
- The Thorny Path – cortometraggio (1912)
- The Kissing Germ – cortometraggio (1912)
- A Cold Reception – cortometraggio (1912)
- White Fawn – cortometraggio (1912)
- A Petticoat Ranch Boss – cortometraggio (1912)
- Regeneration – cortometraggio (1912)
- Raiders of the Mexican Border – cortometraggio (1912)
- Chiquita, the Dancer – cortometraggio (1912)
- The Power of Civilization – cortometraggio (1913)
- The Trail of Cards – cortometraggio (1913)
- Rescued from the Burning Stake – cortometraggio (1913)
- Unwritten Law of the West – cortometraggio (1913)
- A Tale of Death Valley – cortometraggio (1913)
- Single-Handed Jim – cortometraggio (1913)

- Taming a Cowboy – cortometraggio (1913)
- The First Law of Nature – cortometraggio (1913)
- The Trail of the Law – cortometraggio (1914)
- A Web of Fate – cortometraggio (1914)
- Pretzel Captures the Smugglers
- The Unwritten Justice
- The Price of Crime
- The Daughter of the Tribe
- The Lust of the Red Man
- The Toll of the War-Path
- False Pride Has a Fall
- The Desperado (1914)
- His Heart His Hand and His Sword
- Even Unto Death
- The Purple Hills (1915)
- Aloha Oe, co-regia di Richard Stanton e Charles Swickard (1915)
- Sammy's Scandalous Scheme
- Sammy Versus Cupid
- Inherited Passions (1916)
- The Maternal Spark (1917)
- Captain of His Soul (1918)
- A Soul in Trust (1918)
- The Vortex (1918)
- The Last Rebel (1918)
- Everywoman's Husband
- False Ambition (1918)
- The Golden Fleece (1918)
- High Tide (1918)
- Open Your Eyes (1919)
- Coax Me (1919)
- The Woman of Lies (1919)
- The Tiger Band (1920)

### Attore
- A Plain Clothes Man, regia di E. Lawrence Lee (1908)
- The Ranchman's Vengeance, regia di Allan Dwan (1911)
- The Shop Girl's Big Day (1913)
- The Slacker, regia di Christy Cabanne (1917)

### Direttore della fotografia
- The Younger Brothers, regia di E. Lawrence Lee (1908)